# ASPTT Albi
Die Association Sportive de La Poste et France Télécom Albi oder kurz ASPTT Albi ist ein Sportverein aus Albi, dem Präfektursitz des französischen Départements Tarn. Der Postsportverein hat durch seine Frauenfußballerinnen, mit denen sich dieser Artikel hauptsächlich befasst, überregionale Bedeutung erlangt. Nach der Fusion mit einem Verein aus dem benachbarten Marssac-sur-Tarn firmieren die Frauenmannschaften seit 2021 unter dem Namen ASPTT Albi Marssac Tarn.

## Geschichte
Das Gründungsjahr ist bisher weder für den Gesamtverein noch für die Frauenfußballabteilung zu ermitteln; letztere scheint offenbar erst kurz vor der Jahrtausendwende entstanden zu sein. Ursprünglich hieß dieser Postsportverein – wie auch seine zahlreichen Pendants in anderen Städten Frankreichs – Association Sportive des Postes, Télégraphes et Téléphones oder kurz ASPTT. Zumindest diese Abkürzung verwenden Klub und Landesverband auch in der Gegenwart noch, obwohl die französische Post ihren Namen längst geändert hat.
Die ASPTT profitierte davon, dass wiederholt bekannte Fußballspielerinnen – häufig am Ende ihrer Karriere – von den spielstarken, benachbarten Klubs aus Toulouse (TOAC und TFC) nach Albi kamen (siehe unten unter Bekannte Spielerinnen).
Die Klubfarben sind Rot und Gelb. Die Ligaelf trägt ihre Heimspiele im Stade Maurice Rigaud aus, das über eine Zuschauerkapazität von rund 3.000 Plätzen verfügt.

## Ligazugehörigkeit und Erfolge
In der zweiten Liga war die ASPTT Albi erstmals in der Saison 2000/01 vertreten; nach nur einem Jahr stieg sie daraus wieder ab. 2007 kehrte sie in die zweite Frauenliga zurück und blieb darin bis 2014, als ihr der Aufstieg in die höchste französische Spielklasse gelang. Dabei stand ihr Gruppensieg bereits mehrere Spieltage vor Saisonende sportlich fest. Am Ende der Saison 2017/18 musste die erste Frauschaft der ASPTT nach vier Spielzeiten im „fußballerischen Oberhaus“ den Gang in die zweite Liga antreten.
Im Landespokalwettbewerb erreichten die Frauen aus Albi ab 2005/06 mit einer Ausnahme (2009/10) regelmäßig die landesweite Hauptrunde. Ihr bisher größter Erfolg darin war das Erreichen des Achtelfinales 2005/06; zudem haben sie fünfmal die Runde der letzten 32 Teams erreicht, zuletzt 2013 und 2014.

## Bekannte ehemalige Spielerinnen
- Marie-Ange Kramo
- Julie Peruzzetto
- Lilas Traïkia
- Anne Zenoni